# Baresso
Baresso Coffee var en dansk kæde af kaffebarer og den første kaffekæde i Danmark.
Bag kæden står Kenneth Luciani, der returnerede til Danmark efter 20 års arbejde i Italien og Asien. Han undrede sig over, at der ikke var kvalitetskaffebarer og besluttede sig for at starte sin egen. I samarbejde med flere forretningsfolk byggede han  Baresso-konceptet op fra bunden. Det var lige fra logo, stole og borde til udviklingen af kaffeblandingerne og kaffedrikkene, samt uddannelse og træning af firmaets egne baristaer.
Den første kop kaffe blev serveret på Højbro Plads i København i maj 2000. I 2012 var der over 20 kaffebarer i Danmark.
I begyndelsen af 2015 var der mere end 30 Baresso-cafèer i Danmark.
Baressokæden blev i 2015 overtaget af det tyske selskab Jab Holding, der på samme tid købte den svenske kæde Espresso House.
I 2016 kom det frem at Espresso House skal overtage alle Baressos butikker.

## Ekstern henvisning
- Baresso.com Arkiveret 13. februar 2012 hos  Wayback Machine Baressos hjemmeside.